# Przedstawicielstwo
Przedstawicielstwo – czynność prawna dokonywana przez osobę zwaną przedstawicielem, w imieniu osoby zwanej dalej reprezentowanym, pociągająca za sobą skutki bezpośrednio dla reprezentowanego. Przedstawicielstwo może opierać się na ustawie (przedstawicielstwo ustawowe) lub na oświadczeniu reprezentowanego (pełnomocnictwo). Przykładowo: przedstawicielem ustawowym małoletnich dzieci są ich rodzice, natomiast prokurent jest pełnomocnikiem przedsiębiorcy podlegającego obowiązkowi wpisu do rejestru przedsiębiorców.
Przedstawicielstwo w zasadzie może dotyczyć każdej czynności prawnej, chyba że ma ona ściśle osobisty charakter. Poza przypadkami wyraźnie wskazanymi w ustawie (np. art. 95 KC), niedopuszczalność dokonania czynności prawnej może wynikać z „właściwości” czynności prawnej.
Zakres działania przedstawicielstwa może obejmować wyłącznie prowadzenie działalności w zakresie reklamy i promocji przedsiębiorcy zagranicznego (art. 22 ustawy z dnia 6 marca 2018 r. o zasadach uczestnictwa przedsiębiorców zagranicznych i innych osób zagranicznych w obrocie gospodarczym na terytorium Rzeczypospolitej Polskiej (Dz.U. z 2025 r. poz. 89).

## W prawie prywatnym międzynarodowym
Ustawa Prawo prywatne międzynarodowe z 2011 roku przewiduje, że przedstawicielstwo podlega prawu właściwemu dla stosunku prawnego, z którego wynika umocowanie do reprezentowania. W myśl ustawy z 1965 r. upoważnienie rodziców do reprezentowania dzieci pozostających pod władzą rodziców podlegało prawu ojczystemu dziecka, upoważnienie przysposabiającego – prawu ojczystemu przysposobionego, a opiekuna – prawu ojczystemu dla której opieka została ustanowiona.
Ustawa z 1965 r. nie wskazywała prawa właściwego dla pełnomocnictwa. W doktrynie wskazywano, że pełnomocnictwo podlegało prawu wybranemu przez mocodawcę, a gdy ten nie dokonał wyboru – prawo miejsca działania pełnomocnika. Jeżeli dana osoba zawodowo trudniła się działalnością w charakterze pełnomocnika, wtedy prawem właściwym było miejsce stałej siedziby. Skutki działania bez umocowania lub działania z przekroczeniem przedstawicielstwa oceniano według statutu pełnomocnictwa.